# 10 Sullivan
10 Sullivan är ett höghus som ligger utmed gatan Avenue of the Americas/Sixth Avenue på Manhattan i New York, New York i USA.
Byggnaden uppfördes 2015 som en fastighet för främst bostäder. Den är 62,18 meter hög och har 16 våningar samt 19 lägenheter.